# Gablenberg

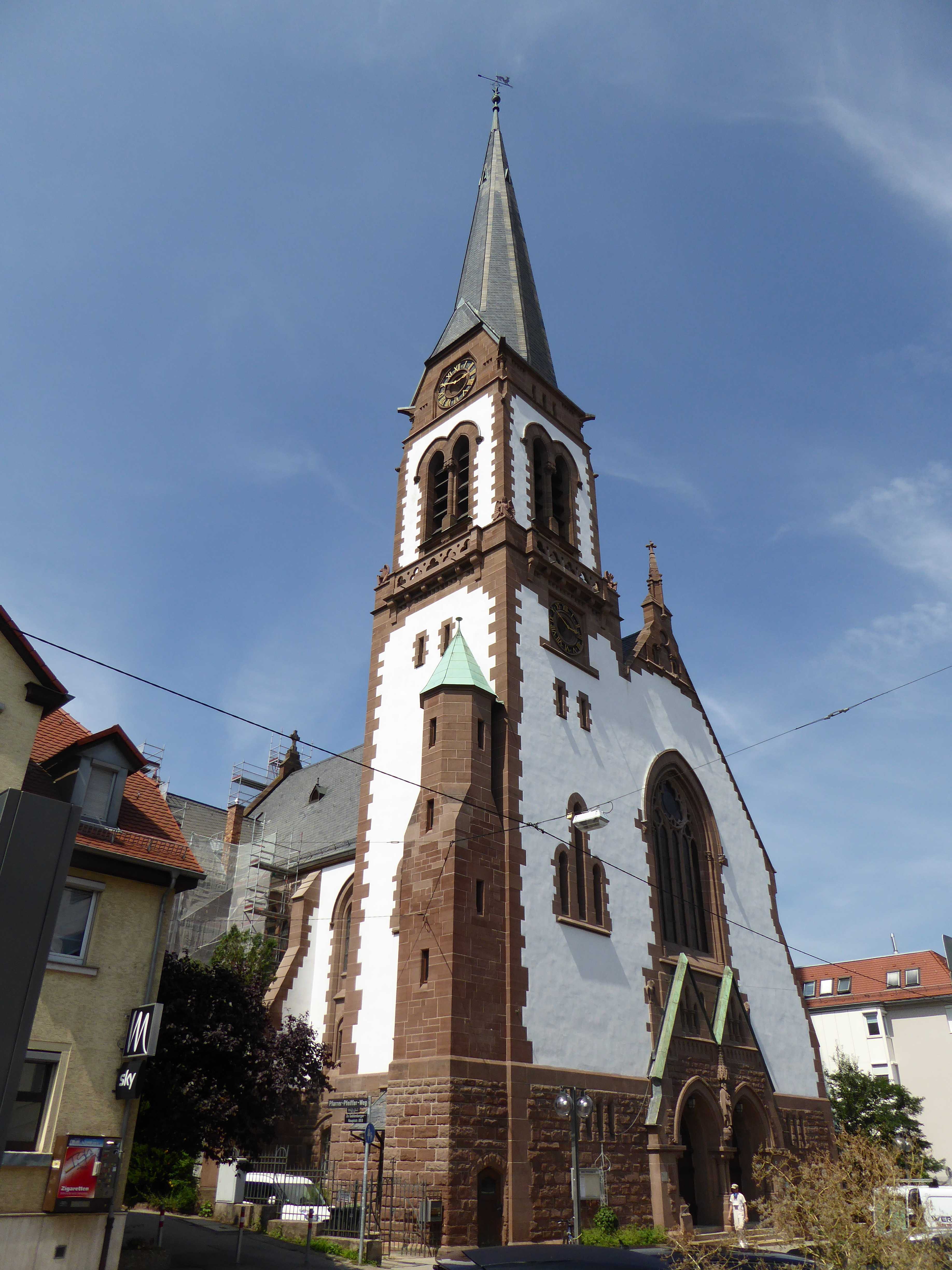
Petruskirche

Gablenberg ist ein Stadtteil von Stuttgart und liegt 2–3 km südöstlich des Stadtzentrums, wo das Gelände zum Frauenkopf anzusteigen beginnt. Gablenberg ist ein mittelalterlicher, ursprünglich von Stuttgart und Cannstatt getrennter Siedlungskern und gehört heute zum Innenstadtbezirk Stuttgart-Ost, zu dem u. a. auch die historischen Siedlungen Gaisburg (am Neckar) und Berg sowie die jüngeren Wohngebiete Uhlandshöhe, Ostheim, Stöckach und die Buchwaldsiedlung zählen. Diese Siedlungen wuchsen seit Ende des 19. Jahrhunderts zu einem mehr oder weniger geschlossenen Gebiet zusammen und wurden schließlich 1956 mit der Siedlung Gänsheide zum Stadtteil Stuttgart-Ost innerhalb des gleichnamigen Stadtbezirks, der darüber hinaus seinerzeit nur noch den Stadtteil Frauenkopf umfasste, zusammengefasst.

## Geschichte
Eine selbständige Gemeinde – wie etwa das benachbarte, am Neckar gelegene Gaisburg – war Gablenberg nie, obwohl es über 700 Jahre alt ist. Es war eine Erweiterung des aus dem 12. Jahrhundert stammenden Ortes Berg. Ein Weinberg (vinea) in monte dicto Gabenlemberc apud Berge wird 1275 erstmals erwähnt. Der Ort wurde von Amtmännern des Herzogs verwaltet. 1836 wurden die Gebiete verwaltungsmäßig der wachsenden Stadt Stuttgart unterstellt. Im Jahr 1956 wurden die inzwischen zusammengewachsenen Orte Berg, Gablenberg, Gaisburg und Ostheim verwaltungsmäßig zum Stadtbezirk Stuttgart-Ost vereinigt. Bei der Neueinteilung der Stadtteile innerhalb der Stadtbezirke im Jahr 2001 entstand die heutige Stadtteilgliederung des Stadtbezirks Stuttgart-Ost und somit wurden die historischen Bezeichnungen wieder als Stadtteilnamen reaktiviert.

## Bebauungsdichte und Einrichtungen
Während die zentrumsnahen Lagen dicht verbaut sind, ist der Osten (Richtung Raichberg) und der Süden (Richtung Fuchsrain und Frauenkopf) wesentlich lockerer bebaut.

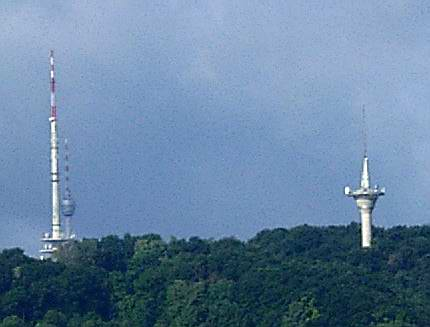
Stuttgarter Fernmeldetürme

Im Grüngürtel beim Raichberg liegen mehrere Sportplätze und das Waldheim, und auf der bewaldeten Anhöhe des Raichberges (auf halbem Weg nach Wangen) steht der 93 m hohe Stuttgarter Funkturm der Polizei. Er ist jeweils weniger als halb so hoch wie der Fernmeldeturm und der Fernsehturm, doch trägt er zum örtlichen Stadtbild deutlich bei.
Öffentliche Einrichtungen sind u. a.:
- Evangelische Petruskirche Gablenberg (erbaut 1902)
- Katholische Kirche Hl. Bruder Klaus (erbaut 1969)
- Sportverein Gablenberg
- Sport- und Kulturgemeinschaft Stuttgart-Gablenberg 1884
- Museo, das Stadtteilmuseum in der Alten Schule

Schulen:
- Evangelisches Heidehof-Gymnasium[2] (Gänsheide)
- Raichberg-Realschule[3]
- Wagenburg-Gymnasium[4] (Gänsheide, Richtung Uhlandshöhe)
- Grund- und Hauptschule mit Werkrealschule Gablenberg[5]
- Fuchsrainschule (Grundschule)[6]

## Persönlichkeiten
- Gerhard Schäfer (1923–2003), Theologe und Archivar